# ジェレル・クラーク
ジェレル・クラーク（Jerrelle Clark、1975年12月8日 - ）は、アメリカ合衆国の元プロレスラー。本名はヴィンセント・ジェレル・クラーク（Vincent Jerrelle Clark）といい、現在は引退している。

## 来歴
子どもの頃にラニー・ポッフォとキラー・ビーズ（ジム・ブランゼル&ブライアン・ブレアー）を見たことでプロレスに興味を持ち始めた。クラークは幼い頃から筋肉質な体質であったため4歳から体操を学び始めた。高校生になるとアマチュアレスリングをやり始め、レスリングの奨学金でモーガン州立大学へ進学している。
クラークは大学在籍中の1997年にジェレミー・マックロウの元でプロレスラーになるべくトレーニングを開始、1998年にはトレーニングを積み終えていた。1999年に卒業、卒業後はフロリダに1度戻り、2000年にフロリダ州オレンジシティのインディー団体でリル・バッラ（Lil' Balla）のリングネームでデビュー。デビュー後もフロリダのインディー団体で海賊ギミックでの活動を続けながらも、スタントマンや地元高校の美術教師などをして生計を立てていた。
カットスロート・サクソン（後のカットスロート・ボーンズ）と行動を共にするようになりカットスローズ（The Cutthroats）を結成、クラークも海賊ギミックを捨て、リングネームもカットスロート・スカル（Cutthroat Skull）に変更する。この頃はフロリダのインディー団体、IPWハードコア、NWAフロリダで活動していた。また、オーランドを拠点にするノー・ネーム・レスリング（No Name Wrestling）やナッシュビルに拠点を置くTNAにも参戦するようになり、TNAではダーク・マッチでエリック・スキッパーと対戦している。このダーク・マッチがうまくいき、PPVやダークマッチに何回も出場するようになる。
2004年にTNAの本社がオーランドに移転した際に契約を持ちかけられ承諾している。リングネームを本名に戻し、マイキー・バッツとのタッグで活動をするようになる。マイケル・シェーンとカザリアンのタッグとの短い抗争後の2005年にバッツがWWEとディベロップメント契約をしたためにタッグは自然解消してしまう。シングルで活動を開始するものの成果を出せずに2006年6月の下旬にTNAを離脱している。TNA離脱1週間後にはインディー団体に復帰、フル・インパクト・プロ（Full Impact Pro）やプロレスリング・ライオット（Pro Wrestling Riot）に出場している。2011年10月にFIPで行われた2011 Jeff Peterson Memorial Cupに出場、準々決勝まで残るものの敗退、興行の最後にプロレスから引退することを発表した。

## 得意技
630°セントーン
450スプラッシュに半回転を加えてセントーンを放つ高難易度の空中技。現役時代はフィニッシャーとして使用していた。
ティーバッグ・ドライバー
カネディアン・デストロイヤー式リバース・ツームストーン・パイルドライバー。別名KTFOとも呼ばれ、現役時代はフィニッシャーとして使っていた。
ドラゴン・ウィング・スリーパー
チキンウィング・フェイスロックからのドラゴンスリーパーへの連携技。
クラーク・バー
タイガー・フェイント式腕ひしぎ逆十字固め
ジェレル・ドライバー’00
ニー・ドロップ式フェイマサー。
ジェレル・ドライバー’05
カナディアン・バックブリーカーからのパイルドライバー。
プラスチック・サーガリー
ロープに相手の脚を引っ掛けたカッター
- パンプハンドル式スープレックス
- スタンディング・コークスクリュー・ムーンサルト

## 獲得タイトル
NWA World
- NWA Worldジュニアヘビー級王座 :1回

NWA Regional
- NWAフロリダ・タッグチーム王座 :1回（w/マイキー・バッツ）
- NWAフロリダXディヴィジョン王座 :1回

NNW（No Name Wrestling）
- NNWオーバーラル王座 :1回

RCW（Revolution Championship Wrestling）
- RCWタッグチーム王座 :1回（w/カットスロート・ボーンズ）

SEX（Sports Entertainment eXtravaganza）
- SEXヘビー級王座 :1回

Southern Championship Wrestling
- SCWクルーザー級王座 :1回

Sunray Pro Wrestling
- SPWクルーザー級王座 :1回

その他
- USFWタッグチーム王座 :1回（w/カットスロート・ボーンズ）